# David Chotjewitz
David Chotjewitz (* 14. Mai 1964 in Berlin) ist ein deutscher Schriftsteller und Theaterregisseur.

## Leben
David Chotjewitz ist der zweite Sohn des Schriftstellers Peter O. Chotjewitz und der Publizistin Renate Chotjewitz-Häfner. 1967 zog die Familie nach Rom, wo Chotjewitz bis 1973 aufwuchs. Er besuchte die italienische Grundschule und später die Deutsche Schule Rom. 1973 zog er mit seinen Eltern und seinem Bruder in das kleine nordhessische Dorf Kruspis. Bis 1981 besuchte er die Schule in Bad Hersfeld.
1982 begann Chotjewitz eine Ausbildung zum Verlagsbuchhändler, zunächst im Münchner Weismann Verlag, ab Frühjahr 1984 im Rowohlt Verlag, Reinbek.
1983 heiratete er und die Tochter Sarah wurde geboren.
Im Frühjahr 1984 erschien seine erste literarische Buchveröffentlichung, die Sammlung Frühreif – Texte aus der Plastiktüte, 1984 das erste Hörspiel, Geduld Holfstätter oder Der erste Kuß. 1988 begann er für den Frankfurter Alibaba Verlag die Romane von Norma Klein zu übersetzen. In den neunziger Jahren arbeitete Chotjewitz bei freien Theatergruppen in Hamburg und assistierte dort am Deutschen Schauspielhaus sowie am Wiener Burgtheater.
1992–1994 studierte er bei dem Javanischen Tanz- und Performance-Lehrer Suprapto Suryodarmo auf Java. In den folgenden Jahren arbeitete er mit dem Healing Theater in Köln und der Julia Pascal Company in London zusammen. 1994 erschien sein Roman über Albert Einstein, Das Abenteuer des Denkens, der große Beachtung fand und mehrfach neu aufgelegt wurde, zuletzt vom Hamburger Carlsen Verlag. Der Jugendroman Daniel Halber Mensch war unter dem englischen Titel Daniel Half Human auch in den USA erfolgreich.
1999 inszenierte Chotjewitz mit Der einäugige Karpfen nach einer Erzählung von Kenzaburo Oe seine erste eigene Theaterarbeit. 2000 gründete er das Theater: Playstation, mit dem er Projekte wie Blut on the Dancefloor in einer Techno-Disco und in Kooperation mit Kampnagel Hamburg Stirb, Popstar, stirb produzierte. 2008 realisierte er das Projekt Behörde für Lieblingslieder.
Er lebt in Hamburg.

## Auszeichnungen
Chotjewitz erhielt für seine literarischen Arbeiten unter anderem 
- 1996 den Literaturförderpreis der Stadt Hamburg
- 1997 das Stipendium der Stiftung Preußische Seehandlung 1997
- 2006 das Stipendium des Stuttgarter Schriftstellerhauses.
- Daniel Halber Mensch wurde in den USA unter anderem als Mildred L. Batchelder Award Honor Book ausgezeichnet.

## Werke
- Frühreif – Texte aus der Plastiktüte, München 1984.
- Der erste Kuß oder Geduld, Hofstätter, Hörspiel, Süddeutscher Rundfunk 1987.
- Bücher waren ihr Schicksal, Hörspiel, Westdeutscher Rundfunk 1988.
- Mitten in der Masse, Hörspiel, Norddeutscher Rundfunk 1989.
- Das große Schweigen, Hörspiel, Norddeutscher Rundfunk 1992.
- Marie ist tot, das Radio ist aus …, Hörspiel, Radio Bremen 1993.
- Daniel – Der kindliche Held, Hörspiel, Radio Bremen 1994.
- Das Abenteuer des Denkens, Roman über Albert Einstein, Frankfurt 1994.
- Tödliche Safari, Roman, Frankfurt 1995.
- Karl Marx – Roman aus dem Leben eines jungen Philosophen, Frankfurt 1996.
- Daniel Halber Mensch, Jugendroman, Hamburg 2000.
- Javanische Schatten, Hörspiel, NDR 2001.
- Mr. Pitiful – Das Leben des Otis Redding, Rundfunkfeature, SDR 2002.
- Das Abenteuer des Denkens, Roman, Carlsen, Hamburg 2004, ISBN 3-551-20984-7.
- Crazy Diamond, Roman, Hamburg 2005.

## Theaterarbeiten
- Der einäugige Karpfen, nach Kenzaburō Ōe, Hamburg 2000
- Die Traumwandler, Hamburg 2001
- Blut on the Dancefloor, Hamburg 2002
- Stirb, Popstar, stirb, Hamburg 2003
- Boys don’t Cry, Hamburg 2005
- Daniel Halber Mensch, Hamburg 2006
- Die Behörde für Lieblingslieder, Hamburg 2007/2008
- Und die Musik spielt dazu – Die Karriere der Rosita Serrano in Deutschland, Hamburg 2010
- Narziss und die Revolution, Hamburg 2012
- Die Lebende Jukebox, Hamburg 2013

## Übersetzungen
- Norma Klein: Familienbande 1988
- Norma Klein: Daddys Darling 1989
- Norma Klein: Der Weg zurück 1989
- Norma Klein: Madison oder Die Freiheit der Jugend 1990
- Norma Klein: Leda oder die Anfänge der Liebe 1991
- Edith Konecky: Allegra Maud Goldmann 1992
- Hattie Naylor: Im Pappkarton (Hörspiel) 1992
- Shelagh Stephenson: Fünffaches Schweigen (Hörspiel) 2003

## Rezensionen im Internet
- Englischsprachiger Text über Daniel Halber Mensch von der Seite New Books in German
- Rezension einer jugendlichen Leserin über Crazy Diamond (PDF-Datei; 68 kB)
- Rezension des Einstein Romans